# Anthony Trueman
Anthony Ant Trueman (19 februari 1970) is een personage uit de BBC-serie EastEnders gespeeld door Nicholas R. Bailey. Hij maakte 11 december 2000 zijn opwachting als nieuwe huisarts in de fictieve Londense wijk Walford en vertrok in 2003. Comebacks waren er in 2004, 2005 en op 22 juli 2014.

## Verhaallijn

### 2000-2001
Anthony is de broer van Paul Trueman (Gary Beadle); zijn ouders, Patrick en Audrey Trueman (respectievelijk gespeeld door Rudolph Walker en Corinne Skinner-Carter) komen uit Trinidad en gingen uit elkaar toen hij één jaar was. Bij zijn komst naar Walford gaat Anthony in het pension van zijn moeder wonen. Hij krijgt een relatie met Kat Slater (Jessie Wallace), maar Audrey ziet dat niet zitten. Dat geldt ook voor de terugkeer van de misdadige Paul die zijn broer met een groot geheim chanteert; Anthony heeft op vijftienjarige leeftijd een aanrijding veroorzaakt waarvoor Paul alle verantwoordelijkheid op zich nam en een gevangenisstraf van anderhalf jaar uitzat. Als tegenprestatie moet Anthony de gokschulden van Paul betalen; hij sluit een lening af en overhandigt het vereiste bedrag (dertigduizend pond) aan gangsterbaas Angel Hudson (Goldie).
Anthony denkt dat zijn geheim veiliggesteld is, maar tot grote verrassing van beide broers blijkt Audrey het al die tijd te hebben geweten omdat ze hun valse politieverklaring doorzag. Na het plotselinge overlijden van Audrey gaat de hele erfenis naar Paul. Vader Patrick keert terug om de verloren jaren in te halen en neemt zijn intrek in het pension. Na verloop van tijd sluiten de broers hem in het hart, al wijst een DNA-test uit dat Patrick niet de biologische vader is van Paul.

### 2002-2005
Nadat zijn relatie met Kat op de klippen is gelopen lijkt Anthony voor Kats tienerdochter Zoe (Michelle Ryan) te vallen. Als blijkt dat hij nog steeds van Kat houdt probeert hij de relatie nieuw leven in te blazen, met weinig succes. Kat is zwanger maar wil geen kinderen, vooral omdat Anthony haar type niet is. Barman Alfie Moon (Shane Ritchie) weet haar een abortus uit het hoofd te praten, maar als Kat op weg is naar Anthony om te vertellen dat hij vader wordt krijgt ze een miskraam. Na de dood van een zwangere patiënte besluit Anthony in 2003 zijn doktersjas aan de wilgen te hangen en te gaan reizen. Hij keert enkel terug voor de bruiloft van Patrick en Yolande Duke (Angela Wynter) en de begrafenis van Paul.

### 2014-
Na een jarenlang verblijf in Cambodja keert Anthony terug naar het Verenigd Koninkrijk; hij gaat in Glasgow wonen en sticht een gezin met zijn echtgenote Sophie. In 2013 valt Patrick van een ladder en overweegt hij even om bij Anthony te herstellen. In 2014 wordt Anthony door een medisch tijdschrift geïnterviewd over zijn tijd in Cambodja; als hij hoort dat Patrick een beroerte heeft gehad keert hij terug naar Walford. Patrick, die het artikel heeft gelezen, verwart hem met Paul. Hoewel Anthony zich verplicht voelt om de zorg op zich te nemen kan hij Patricks afwezigheid in zijn jeugdjaren niet vergeven. Hij overhandigt Denise Fox (Diane Parish) een cheque van 2000 pond en keert terug naar Schotland.
Tijdens de pandemie in 2020 zorgt Anthony offscreen voor Patrick die besmet is met het coronavirus. Na de goede afloop nodigt hij Patrick en diens vrouw Sheree uit om de rest van de lockdown bij hem door te brengen